# Boechera xylopoda
Boechera xylopoda är en korsblommig växtart som beskrevs av Windham och Al-shehbaz. Boechera xylopoda ingår i släktet indiantravar, och familjen korsblommiga växter. Inga underarter finns listade i Catalogue of Life.